# سباستيان ميغيل
سباستيان ميغيل (بالإسبانية: Sebastián Miguel)‏ هو لاعب غولف إسباني، ولد في 7 فبراير 1931 في مدريد في إسبانيا، وتوفي في 15 يوليو 2006.